# 庞家庄遗址
庞家庄遗址，位于山东省潍坊市昌乐县北岩乡庞家庄，是中华人民共和国山东省文物保护单位之一。
1992年6月12日，授予山东省文物保护单位，是一座古遗址。